# Alan McDonald
Alan McDonald (Belfast, 12 de outubro de 1963 — Lisburn, 23 de junho de 2012) foi um futebolista e treinador da Irlanda do Norte. Jogou a maior parte de sua carreira no Queens Park Rangers.

## Carreira
A carreira de entre McDonald iniciou-se em 1981 quando foi alçado ao time principal do Queens Park Rangers com apenas 17 anos. Em seus dois primeiros anos no clube, ainda era considerado inexperiente demais para jogar em alto nível. Desta forma, o QPE emprestou o zagueiro ao Charlton Athletic em 1983, para que ganhasse mais ritmo de jogo.
Voltou aos Rangers ainda em 1983, e desde então firmou-se na equipe, tendo saído de vez em 1996, com o rebaixamento para a Segunda Divisão inglesa. 
Assinou contrato com o Swindon Town em 1997 em uma transferência livre, jogando por uma temporada antes de se aposentar dos gramados com 34 anos de idade.

## Carreira de treinador
Após se afastar da carreira de jogador, McDonald nove anos sem exercer nenhuma atividade relativa ao futebol. Retornou às atividades em 2007, quando estreou no comando técnico do Glentoran, única equipe de sua carreira de técnico. Depois de maus resultados na temporada 2009-10, acabaria sendo demitido, e desde então não foi contratado por nenhum outro time para manter sua carreira.

## Morte
Na manhã de 23 de junho de 2012, McDonald estava jogando golfe quando caiu morto, vitimado por um infarto fulminante aos 48 anos.
Sammy McIlroy, ex-treinador da Irlanda do Norte e amigo pessoal de McDonald, lamentou a morte prematura do ex-zagueiro.
Norman Whiteside, também ex-jogador da Irlanda do Norte e companheiro de McDonald na Copa de 1986, descreveu a morte do ex-zagueiro como "devastadora". A diretoria do QPR, time onde McDonald se destacou, soltou uma nota de lamentação por conta de seu falecimento.

## Seleção
McDonald jogou 52 partidas pela Seleção Norte-Irlandesa de Futebol entre 1986 e 1996, marcando três gols. Fez parte do elenco que disputou a Copa de 1986, realizada no México, mas que caiu ainda na primeira fase.